# Hell on Earth 2006
Hell on Earth 2006 är det elfte avsnittet i den tionde säsongen av South Park, det sändes den 25 oktober 2006. Avsnittet är den 150:e episoden i serien och skrevs och regisserades av Trey Parker. I avsnittet planerar Satan en stor Halloweenfest på jorden, vilket väcker ilska hos den romersk-katolska kyrkan, som inte har blivit inbjuden. Samtidigt försöker Butters framkalla Biggie Smalls genom en Bloody Mary-liknande ritual, vilket leder till komiska problem.

## Handling
Satan beslutar sig för att hålla en stor Halloweenkostymfest på ett Hotell i Los Angeles. För att göra festen speciell, har han tre ökända seriemördare – Ted Bundy, Jeffrey Dahmer och John Wayne Gacy – som ansvariga för att transportera en tårta som ska likna en Ferrari Enzo. Samtidigt genomför Cartman, Stan, Kyle, Token, Tweek och Butters en ritual för att framkalla Biggie Smalls i samma stil som legenden om Candyman. Butters lyckas åkalla Biggie, men han får problem med att ta sig till festen. Han blir också ständigt framkallad tillbaka till South Park av de andra, vilket gör honom ännu mer frustrerad.
När seriemördarna försöker transportera tårtan går det snabbt fel, och de förstör tårtan på ett slapstick-artat sätt. De dödar till och med varandra i processen, vilket leder till att Satan blir ursinnig. Hans assistent Demonius hittar en tårta i form av en Acura TSX som en nödlösning, men Satan blir ännu mer förbannad då den inte motsvarar hans vision. Han inser till slut att hans gäster ändå har roligt, och hans ilska får alla att börja lämna festen. Satan inser att han har blivit som de bortskämda tonåringarna i My Super Sweet 16, och ber om ursäkt för sitt beteende. Han bjuder in alla till festen. Butters lyckas till slut ta med Biggie Smalls till festen.

## Mottagande
Avsnittet fick överlag positiva recensioner. Dan Iverson från IGN kritiserade först avsnittet för att sakna en starkare handling, men erkände att humor och slapstick-komedi var tillräckligt underhållande för att kompensera för den svaga berättelsen.

## Steve Irwin-kontroversen
En kontroversiell scen visar Steve Irwin på Satans fest med en spjutrockas spets genom bröstet. Satan sparkar ut honom när han inser att det är Irwin och att han inte har kostym. Scenen kritiserades, då Irwin hade dött nyligen, men South Park-skaparna försvarade den som underhållning, inte förolämpning.